# Victoria Nneji
Victoria Nneji (1972) es una deportista nigeriana que compitió en levantamiento de potencia adaptado. Ganó tres medallas en los Juegos Paralímpicos de Verano entre los años 2000 y 2012.

## Palmarés internacional
| Juegos Paralímpicos | Juegos Paralímpicos   | Juegos Paralímpicos | Juegos Paralímpicos |
| Año                 | Lugar                 | Medalla             | Categoría           |
| ------------------- | --------------------- | ------------------- | ------------------- |
| 2000                | Sídney (Australia)    | Medalla de oro      | –60 kg              |
| 2008                | Pekín (China)         | Medalla de plata    | –67,5 kg            |
| 2012                | Londres (Reino Unido) | Medalla de bronce   | –67,5 kg            |